# Přehýsov
Přehýsov är en ort i Tjeckien.   Den ligger i regionen Plzeň, i den västra delen av landet, 100 km väster om huvudstaden Prag. Přehýsov ligger 370 meter över havet och antalet invånare är 583.
Terrängen runt Přehýsov är platt. Runt Přehýsov är det ganska tätbefolkat, med 96 invånare per kvadratkilometer. Närmaste större samhälle är Plzeň, 18,7 km öster om Přehýsov. Trakten runt Přehýsov består till största delen av jordbruksmark.